# Meisenbach (Thaleischweiler-Fröschen)
Meisenbach ist ein untergegangenes Dorf innerhalb der Gemarkung von Thaleischweiler-Fröschen, das als Wohnplatz überdauert hat.

## Lage
Der Ort befindet sich im Westen der Gemarkung der Ortsgemeinde Thaleischweiler-Fröschen in unmittelbarer Nähe der Bahnstrecke Landau–Rohrbach. Etwas weiter nördlich verläuft der Schwarzbach; dazwischen befindet sich ein Industriegebiet. Wenige hundert Meter westlich liegt die Gemarkungsgrenze zur Ortsgemeinde Rieschweiler-Mühlbach.

## Geschichte
Das Dorf Meisenbach wurde 1295 erstmalig erwähnt und gehörte damals zum Amt Lemberg. Es umfasste seinerzeit ungefähr zehn Häuser. Ein großer Teil von ihnen war bereits 1564 zerstört. Im Dreißigjährigen Krieg fiel der Ort zunächst wüst. 1686 ließ sich eine Person aus Frankreich wieder vor Ort nieder. Zwei Jahre später kamen weitere Siedler hinzu. Der genaue Zeitpunkt, wann Meisenbach erneut wüstfiel, ist nicht bekannt, jedoch existierten bis Anfang des 19. Jahrhunderts vor Ort Wohnhäuser. Ein solches entstand im 20. Jahrhundert wieder; es befindet sich unmittelbar nördlich der Bahnstrecke.

## Infrastruktur
Vor Ort befand sich eine Kapelle samt Friedhof, die als Ruine überdauert hat. Sie wurde jahrhundertelang für Wallfahrten genutzt.